# Liste der Vertriebenendenkmale in Bayern (M–Z)
Diese Liste der Vertriebenendenkmale in Bayern (M–Z) verzeichnet die Vertriebenendenkmale in bayerischen Städten und Gemeinden von Mainburg bis Zwiesel.

## Liste
| Bild                                                                                                   | Ort                                          | Lage | Jahr                                               | Beschreibung |
| --- | -------------------------------------------- | --- | -------------------------------------------------- | --- |
| Bild gesucht BW                                                                                        | Mainburg                                     | Friedhof hinter der Aussegnungshalle 48° 38′ 42,1″ N, 11° 46′ 41″ O                                                                     | 1951/1961/1968                                     | Gedenkwand mit Ostlandkreuz auf dem Friedhof hinter der Aussegnungshalle |
| Bild gesucht BW                                                                                        | Mallersdorf                                  | Friedhof 48° 46′ 50,8″ N, 12° 15′ 8,9″ O                                                                                                | 1995                                               | Gedenkstätte auf dem Friedhof: „50 Jahre Vertreibung 1945-1946, zum Gedenken an die Toten, zur Erinnerung an die verlorene Heimat, als Mahnung für die Zukunft, als Dank an die Heimat und zur Versöhnung über Grenzen hinweg. Sudetendeutsche Landsmannschaft.“ |
| 0 | Manching                                     | 0 | 1959                                               | Gedenkmauer mit Holzkreuz |
| 0 | Markt Einersheim                             | 0 | 1982                                               | Neu-Limburger-Stein: „1771 zogen aus Markt Einersheim und dem gräfl. Limpurger Land 111 Kolonisten nach Schlesien und gründeten Neu Limburg. 1945 wurden sie vertrieben und fanden im Iserlohner Gebiet eine neue Heimat. 1981 feierten die Nachkommen jener Kolonisten ein Wiedersehen mit der Heimat ihrer Vorfahren.“ |
| Bild gesucht BW                                                                                        | Marktbergel                                  | Friedhof, Kirchstraße 49° 26′ 26,5″ N, 10° 21′ 36,2″ O                                                                                  | 1997                                               | Gedenkstein in Kreuzform. Inschrift: „Wir gedenken 1945 – 1946 17 Millionen Vertriebenen 2050000 zu Tode gekommenen Deutschen aus den Ostgebieten“ |
| | Marktbergel                                  | auf dem Petersberg 49° 26′ 11,5″ N, 10° 22′ 50,8″ O                                                                                     | 1956                                               | Holzkreuz. Inschrift: „Wir mahnen die Welt“ |
| 0 | Marktbreit                                   | Bahnhofstraße | 1950                                               | Vertriebenendenkmal in der Bahnhofstraße |
| Bild gesucht BW                                                                                        | Marktoberdorf                                | auf der Buchel in Geisenried 47° 46′ 33,3″ N, 10° 37′ 23,8″ O                                                                           | 2008                                               | Rübezahl-Brunnen auf der Buchel in Geisenried: Patenschaft für den Landkreis Hohenelbe. Gedenkstein für die Schöpfer des Riesengebirgsliedes Othmar Fiebiger und Vinzenz Hampel |
| Bild gesucht BW                                                                                        | Marktoberdorf                                | Bahnhofstraße 47° 46′ 32,8″ N, 10° 36′ 52,2″ O                                                                                          | 1950                                               | Vertriebenendenkmal in der Bahnhofstraße |
| Bild gesucht BW                                                                                        | Marktoberdorf                                | Südseite des Rathauses 47° 46′ 41,7″ N, 10° 37′ 7,4″ O                                                                                  | 2007                                               | Patenschaftsgedenkstein Hohenelbe |
| Bild gesucht BW                                                                                        | Marktoberdorf                                | Schlossberg Bertoldshofen 47° 46′ 55,8″ N, 10° 39′ 47,4″ O                                                                              | 1945/2008                                          | Gedenkkreuz |
| Bild gesucht BW                                                                                        | Marktoberdorf                                | nördliche Außenwand der Kirche in Geisenried 47° 46′ 33,3″ N, 10° 37′ 23,8″ O                                                           | 1951                                               | Gedenkkreuz |
| Bild gesucht BW                                                                                        | Marktoberdorf                                | auf der Buchel in Geisenried 47° 46′ 33,3″ N, 10° 37′ 23,8″ O                                                                           | 1982                                               | Gedenkstein auf der Buchel in Geisenried: „Zum Gedenken der in den Weltkriegen 1914-1918, 1939-1945 gefallenen Turner und Sportler sowie der Opfer der Vertreibung und der seit 1946 in der neuen Heimat verstorbenen Riesengebirgler gewidmet von der Sudeten-Turnerschaft des ehemaligen Riesengebirgs-Turngaues.“ |
| Bild gesucht BW                                                                                        | Marktoberdorf                                | auf der Buchel 47° 46′ 33,3″ N, 10° 37′ 23,8″ O                                                                                         | 1950/1978                                          | Sudetendeutsches Mahnmal auf der Buchel |
| Bild gesucht BW                                                                                        | Marktredwitz                                 | östlicher Teil des Stadtfriedhofs 50° 0′ 32,5″ N, 12° 6′ 1,2″ O                                                                         | 1956                                               | Gedenkstein und sieben Provinzsteine von Günter Rossow: „Die Toten sind in des Herren Hand. Über Welten und Zeiten. Den Toten der Heimat.“ Wappen der Provinzen Pommern, Ostpreußen, Westpreußen, Brandenburg, Schlesien, Oberschlesien, Sudetenland. |
| Bild gesucht BW                                                                                        | Marktredwitz                                 | Westgiebel des Alten Rathauses 50° 0′ 4″ N, 12° 5′ 9,9″ O                                                                               | 1961                                               | Gedenktafel am Westgiebel des Alten Rathauses: „Spruch am Stadthaus zu Eger 1897: Das höchste Gut des Mannes ist sein Volk. Das höchste Gut des Volkes ist sein Recht. Des Volkes Seele lebt in seiner Sprache. Dem Volk, dem Recht und seiner Sprache treu fand uns der Tag, wird jeder Tag uns finden. 900 Jahrfeier der Stadt Eger 1961.“ Cheb |
| Bild gesucht BW                                                                                        | Marktsteft                                   | Außenwand des Friedhofs 49° 41′ 39,3″ N, 10° 8′ 7,9″ O                                                                                  | 1972                                               | Vertriebenendenkmal an der Außenwand des Friedhofs |
| Bild gesucht BW                                                                                        | Massing                                      | Friedhof 48° 23′ 16,4″ N, 12° 36′ 26,6″ O                                                                                               | 0                                                  | Gedenkstein auf dem Friedhof |
| | Mauerstetten                                 | Höhenweg bei Frankenried | 1988                                               | Gedenkstein für Lubowitz und Joseph von Eichendorff |
| Bild gesucht BW                                                                                        | Memmingen                                    | Waldfriedhof 47° 59′ 33,1″ N, 10° 11′ 23,8″ O                                                                                           | 1955/1981                                          | Hochkreuz, Kreuzsockel mit Wappen von Ostpreußen, Schlesien, Pommern und Sudetenland |
| | Memmingen                                    | Grimmelschanze, an der Mauer zwischen Alt- und Neustadt 47° 58′ 38,5″ N, 10° 10′ 34,9″ O                                                | 1993                                               | Gedenkstein: „Seit 1945 nahm Memmingen 13.000 vertriebene Deutsche auf. Der neuen Heimat Dank – der verlorenen die Treue.“ |
| Bild gesucht BW                                                                                        | Mering                                       | vor dem Rathaus 48° 16′ 3″ N, 10° 59′ 16,8″ O                                                                                           | 1991                                               | Gedenkplatte vor dem Rathaus: „Zum Gedenken an die gefallenen Angehörigen der Heimatvertriebenen und die Toten in der alten Heimat. Aus vergangener Not erwachse eine friedliche Welt ohne Vertreibung und Krieg.“ |
| Bild gesucht BW                                                                                        | Mering                                       | Kirchhof von St. Mariä Himmelfahrt 48° 16′ 48,5″ N, 10° 58′ 13″ O                                                                       | 1965                                               | Gedenkkreuz |
| Bild gesucht BW                                                                                        | Miltenberg                                   | Mauer am Fußweg zur Mildenburg 49° 41′ 56,3″ N, 9° 15′ 1,6″ O                                                                           | 1985                                               | Gedenktafeln: „1985, 25 Jahre Patenschaft Miltenberg – Dux Sudetenland.“ – „Zum Jubiläum Bergstadt Klostergrab Kr. Dux 1282–1982.“ Duchcov, Landkreis Dux |
| Bild gesucht BW                                                                                        | Miltenberg                                   | Fährweg 49° 42′ 12,7″ N, 9° 14′ 41,9″ O                                                                                                 | 0                                                  | Hochkreuz am Fährweg |
| Bild gesucht BW                                                                                        | Mindelheim                                   | Stadtfriedhof, östlich der Einsegnungshalle 48° 2′ 47,4″ N, 10° 29′ 37,8″ O                                                             | 1960er Jahre                                       | Gedenkstein |
| Bild gesucht BW                                                                                        | Mistelbach (Oberfranken)                     | Außenmauer der kath. Kirche49° 54′ 55,1″ N, 11° 30′ 43,5″ O                                                                             | 0                                                  | Vertriebenendenkmal |
| Bild gesucht [[Vorlage:Bilderwunsch/code!/C:48.48026,11.94602!/D:Vertriebenendenkmal [Moosburg!/\|BW]] | Moosburg an der Isar                         | zwischen Sudetenstraße und Josef-Seliger-Platz48° 28′ 48,9″ N, 11° 56′ 45,7″ O                                                          | 1954                                               | Hochkreuz: „Gewidmet von den Landsmannschaften der Heimatvertriebenen mit Unterstützung der Stadt Moosburg. November 1954.“ |
| Bild gesucht BW                                                                                        | Muhr am See                                  | beim Bahnhof 49° 9′ 15,3″ N, 10° 43′ 13,7″ O                                                                                            | 0                                                  | Gedenkstätte beim Bahnhof (Sudetenland, Pommern, Ostpreußen, Schlesien) |
| | München                                      | Waldfriedhof (München) | 1990                                               | Gedenkstein: „Zum Gedenken an die Gefallenen und Vermissten 1914-1918 u. 1939-1945, an die Opfer der Gewalt 1945-1951, an die Toten in der alten und neuen Heimat. Den Lebenden zur Mahnung. Glogowatz 1724-1990. Eine deutsch-schwäbische Gemeinde im Banat, 6 km von der Stadt Arad entfernt. Die ersten Siedler kamen 1724 aus Trier, Franken, Schwaben, Bayern, Elsaß u. Lothringen. Die fünf Hügel mit der Kapelle sind das Wahrzeichen von Glogowatz. Die Heimatortsgemeinde.“ Vladimirescu, Banat |
| Bild gesucht BW                                                                                        | München                                      | Alter Teil des Waldfriedhofs 48° 6′ 10″ N, 11° 29′ 37″ O                                                                                | 1985                                               | Denkmal: „Tscherwenka, eine donauschwäbische Gemeinde in Südungarn, heute Crvenka/Jugoslawien. Ansiedlung deutscher Kolonisten 1785 unter Kaiser Joseph II. Wechselhafte, stetige Aufwärtsentwicklung zu einer Großgemeinde mit 10.000 Einwohnern. Flucht und Vertreibung der deutschen Bevölkerung im Oktober 1944.“ Crvenka, Batschka, Donauschwaben |
| 0 | München                                      | 0 | 0                                                  | Gedenkstein für die 100.000 nach 1945 umgekommenen Königsberger |
| Bild gesucht BW                                                                                        | München                                      | Bayerische Staatskanzlei 48° 8′ 32″ N, 11° 34′ 58″ O                                                                                    | 1999                                               | Gedenktafel: „Den deutschen Vertriebenen zur Erinnerung an Deportation, Flucht und Vertreibung. Zum Gedenken an ihre Heimat und an ihre Toten. Zum Dank für ihren Einsatz beim Wiederaufbau in Bayern. Die Bayerische Staatsregierung im Mai 1999.“ |
| Bild gesucht BW                                                                                        | München                                      | Durchgang unter dem Turm des Neuen Rathauses 48° 8′ 15″ N, 11° 34′ 33″ O                                                                | 2009                                               | Gedenktafel: „Der nationalsozialistische Eroberungs- und Vernichtungskrieg führte die Welt in eine Katastrophe. Durch das Unrecht der Vertreibung oder durch Flucht verloren in Europa Millionen von Menschen ihre Heimat. Nach 1945 wurde München für mehr als 143.000 Heimatvertriebene zum neuen Lebensmittelpunkt. Sie haben maßgeblich zum Wiederaufbau und zum Leben unserer Stadt beigetragen.“ |
| Bild gesucht BW                                                                                        | Nersingen                                    | Friedhof von Straß 48° 24′ 49,5″ N, 10° 8′ 11,9″ O                                                                                      | 1989/2009                                          | Gedenkstein für Wallstein, Landkreis Jägerndorf |
| | Neuendettelsau                               | Innenhof der katholischen Pfarrkirche St. Franziskus, Tulpenstraße 49° 16′ 51,3″ N, 10° 47′ 12″ O                                       | 1965                                               | Gedenkstätte mit Gedenktafeln. Inschrift: „Wir denken an die Gefallenen und Vermissten unserer Pfarrgemeinde, die genannten und die ungenannten – an die Opfer der Flucht, der Vertreibung und der Gewalt und wir gedenken der Verstorbenen in der alten Heimat der Vertriebenen. Lasst uns für sie beten, und für alle die an ihnen schuldig wurden, dass es Friede gebe und Verzeihung unter den Lebenden und für die Toten“. Auf 2. Gedenktafel: 1939 – 1945 die Namen von 15 gefallenen Vertriebenenangehörigen. |
| Bild gesucht BW                                                                                        | Neufahrn in Niederbayern                     | ev.-luth. Kirche 48° 43′ 53,3″ N, 12° 11′ 21,1″ O                                                                                       | 0                                                  | um den Taufstein haben die Heimatvertriebenen ihre Haus- und Wohnungsschlüssel aufgehängt, um damit an die verlorene Heimat zu erinnern und zu zeigen, dass sie auf absehbare Zeit keine Möglichkeit der Rückkehr sehen. |
| Bild gesucht BW                                                                                        | Neufraunhofen                                | Friedhof 48° 23′ 25,7″ N, 12° 13′ 4,4″ O                                                                                                | 1995                                               | Gedenkstein auf dem Friedhof: „Durch einen schrecklichen Krieg mußten die Einwohner von Schlaupp und der Stadt Winzig / Schlesien im Januar 1945 ihre angestammte Heimat verlassen. 182 Flüchtlinge fanden im März 1945 in der Gemeinde Neufraunhofen eine neue Heimat. Wir danken den Bewohnern hierfür. Neufraunhofen, den 3.8.1995.“ Wińsko |
| Bild gesucht BW                                                                                        | Neuhaus an der Pegnitz                       | an der Ecke Hersbrucker Straße/Oberer Markt 49° 37′ 38″ N, 11° 32′ 59,8″ O                                                              | 1995                                               | Gedenktafel |
| 0 | Neunkirchen am Sand                          | Fährweg | 0                                                  | Hochkreuz am Fährweg |
| Bild gesucht BW                                                                                        | Neunkirchen am Sand                          | Waldfriedhof 49° 31′ 44,7″ N, 11° 19′ 15,9″ O                                                                                           | 1997                                               | Sudetendeutscher Gedenkstein auf dem Waldfriedhof |
| Bild gesucht BW                                                                                        | Neukirchen beim Heiligen Blut                | Jägershof 49° 18′ 0,9″ N, 13° 0′ 55,7″ O                                                                                                | 1983                                               | Gedenktafel: „Unvergessen ist unsere Heimat, die Pfarrei Rothenbaum, aus der wir 1945–46 vertrieben wurden. Ortschaften Chudiwa, Flecken, Fuchsberg, Heuhof, Plöss, Rothenbaum, Sternhof. 1500 Einwohner 2858 ha Fläche. In den beiden Weltkriegen 1914–1918 und 1939–1945 und bei der Vertreibung verloren 177 unserer Landsleute ihr meist junges Leben.“ Chudenín |
| Bild gesucht BW                                                                                        | Neukirchen beim Heiligen Blut                | auf dem Stangenruck 49° 17′ 1,8″ N, 13° 1′ 33,1″ O                                                                                      | 1985                                               | Gedenkstein auf dem Stangenruck: „Euch allen, die in den Kriegen gefallen, in der Heimat verstorben, bei der Vertreibung verdorben oder in der Fremde begraben, soll dieses Denkmal aus Stein bleibende Erinnerung sein. 1985 gestiftet Heimatgemeinde Neuern.“ Nýrsko |
| Bild gesucht BW                                                                                        | Neukirchen beim Heiligen Blut                | Rittsteig 49° 14′ 50,5″ N, 13° 2′ 54,3″ O                                                                                               | 0                                                  | Gedenkstein: „Die heimatvertriebene Pfarrgemeinde St. Katharina ihren Gefallenen und Verstorbenen zu treuem Gedenken. P. Richard Ackermann * 19.8.1903 – † 11.5.1977 letzter Pfarrer.“ |
| Bild gesucht BW                                                                                        | Neumarkt in der Oberpfalz                    | an der Unteren Kasernengasse 49° 16′ 53,6″ N, 11° 27′ 33,9″ O                                                                           | 0                                                  | Gedenkstein an der Unteren Kasernengasse: „Zum Gedenken an die Heimat und die Opfer aus Krieg und Vertreibung. Markt Abtsdorf und Gemeinde Überdörfel Sudetenland.“ Opatov v Čechách, Landkreis Zwittau |
| Bild gesucht BW                                                                                        | Neureichenau 48° 45′ 17,4″ N, 13° 49′ 4,2″ O | am Beginn des Witikosteigs | 1976                                               | Denkmal des Deutschen Böhmerwaldbundes am Beginn des Witikosteigs, Gedenkstein mit Vertriebenenfamilie: „Und immer rettet die Güte.“ – „Die Böhmerwälder errichten dreißig Jahre nach ihrer Vertreibung dieses Mahnmal im Gedenken an ihre Toten mit dem Ruf an die Völker, das Recht auf Heimat und Freiheit nie wieder zu brechen. Am Jakobitag 1976. Deutscher Böhmerwaldbund.“ |
| Bild gesucht BW                                                                                        | Neustadt an der Donau                        | Friedhof 48° 47′ 43,7″ N, 11° 46′ 42,4″ O                                                                                               | 1955                                               | Hochkreuz auf dem städtischen Friedhof |
| Bild gesucht BW                                                                                        | Neustadt an der Aisch                        | Ehrenhalle des Rathauses 49° 34′ 48,6″ N, 10° 36′ 32,9″ O                                                                               | 1950/1955                                          | Gedenktafel in der Ehrenhalle des Rathauses |
| Bild gesucht BW                                                                                        | Nördlingen                                   | Obstmarkt 48° 51′ 1″ N, 10° 29′ 16,9″ O                                                                                                 | 1974                                               | Olmützer Gedenkbrunnen am Obstmarkt |
| Bild gesucht BW                                                                                        | Nördlingen                                   | Brettermarkt 48° 50′ 57,8″ N, 10° 29′ 21,9″ O                                                                                           | 1984                                               | Gedenkbrunnen am Brettermarkt: Dudelsackbläser; Wappen von Franzensbad, Marienbad, Karlsbad, Eger; Huasnoantoutara |
| Bild gesucht BW                                                                                        | Nördlingen                                   | Friedhof Nördlingen 48° 50′ 47,2″ N, 10° 28′ 52,2″ O                                                                                    | 1959                                               | Mahnmal der Sudetendeutschen aus dem Landkreis Tetschen-Bodenbach |
| | Nürnberg                                     | Hallplatz 49° 26′ 56,9″ N, 11° 4′ 45″ O                                                                                                 | 1999                                               | Zentrales Denkmal „Flucht und Vertreibung“ von Joachim Bandau |
| | Nürnberg                                     | Neutor 49° 27′ 23,2″ N, 11° 4′ 18″ O | 1968                                               | Vertriebenenrelief von Emil Zentgraf am Neutor |
| 0 | Nürnberg                                     | Arkaden des Johannisfriedhofs | 1972                                               | Gedenktafel der Aussiger: „Zum Gedenken an die sudetendeutsche Heimatstadt Aussig a.d. Elbe, 993 gegründet, 1436 von den Hussiten zerstört. Alle deutschen Einwohner erschlagen. Dennoch deutsche Wiederbesiedlung. 1945/46 nahezu alle Deutschen vertrieben. Dabei über 3000 Männer, Frauen und Kinder umgekommen. Mit Ehrfurcht gedenken wir der Opfer und halten der Heimat die Treue! Aussig-Karbitzer Heimatgruppe Nürnberg-Fürth 1972. Recht + Versöhnung + Frieden.“ Ústí nad Labem, Chabařovice, Massaker von Aussig |
| 0 | Nürnberg                                     | Eibach | 2006                                               | Gedenkstein am Sudetenheim im Kuhweiherweg |
| 0 | Nürnberg                                     | Langwasser | 0                                                  | Gedenkstein für die auf den Friedhöfen der ehemaligen deutschen Siedlungsgebiete in Mittel- und Osteuropa ruhenden Vorfahren im Zuckmayerweg |
| 0 | Oberasbach                                   | Vorplatz der St. Johannes-Kirche | 1985                                               | Gedenkstein der Sudetendeutschen |
| 0 | Obergünzburg                                 | Turmkapelle | 1952                                               | Wappen von Sudetenland, Ostpreußen, Westpreußen, Schlesien, Siebenbürgen, Brandenburg, Ungarn. |
| 0 | Oberpframmern                                | Friedhof | 1963                                               | Gedenkstein vor dem großen Friedhofskreuz |
| 0 | Oberreichenbach (Mittelfranken)              | Friedhof | 1969                                               | Gedenkkreuz auf dem Friedhof |
| 0 | Oberschleißheim                              | Flugplatz Schleißheim#Mahnmal und Jugendbegegnungsstätte                                                                                | 1984–2008                                          | |
| 0 | Oberstaufen                                  | Kirche | 1988                                               | Gedenktafel in der Kirche: „1788–1988. Die 1945 aus ihrer Altvaterheimat vertriebenen Lindewiesner grüßen ihre Pfarrkirche St. Hedwig und St. Wenzel anlässlich ihres zweihundertjährigen Weihejubiläums. Sie denken auch an ihren Naturarzt Johann Schroth + 1850, an die Dienerin Gottes SR Dr. Klara (Rosa) Fietz + 1937 in Graz und den Erzpriester Karl Seichter +1949, den letzten deutschen Pfarrer von Lindewiese. Patenschaft Lindewiese–Oberstaufen 1986.“ Lipová-lázně, Altvatergebirge |
| 0 | Oberviechtach                                | 0 | 0                                                  | Gedenksteine für Ostpreußen, Sudetenland und Schlesien; beim Ehrenmal für die Gefallenen |
| 0 | Obervolkach                                  | 0 | 1948                                               | Sudetendeutsche Gedenkkapelle |
| 0 | Obing                                        | Friedhof | 1949/2003                                          | Flüchtlingskreuz auf der Westseite der Friedhofskapelle |
| 0 | Otting                                       | Friedhof | 1952/2000                                          | Heimatkreuz im nördlichen Teil des Friedhofs |
| 0 | Ottobeuren                                   | 0 | 0                                                  | Mahntafel an der rechten Außenwand des Rathauses |
| 0 | Ottobeuren                                   | 0 | 0                                                  | Gedenkstein: „Vergesst eure Heimat nicht.“ |
| 0 | Pappenheim                                   | Außenwand der Gallus-Kirche | nach 1960                                          | Steintafel: „1914–1918, 1939–1945. Ihren gefallenen Söhnen zum Gedenken. Die Stadt Buchau Sudetenland.“ Bochov |
| 0 | Pappenheim                                   | Außenwand der Gallus-Kirche | 2001                                               | sudetendeutsche Gedenktafel |
| 0 | Parkstetten                                  | Mauer des Kirchenareals | 1951                                               | Vertriebenenkreuz an der Mauer des Kirchenareals |
| 0 | Passau                                       | Kirche in Heining | 1950                                               | Gedenkstein vor der Kirche in Heining |
| 0 | Peißenberg                                   | Friedhof | 1950                                               | Gedenkstein auf dem Friedhof |
| 0 | Peiting                                      | auf dem Kalvarienberg | 1987                                               | Gedenkkapelle auf dem Kalvarienberg: Die Kapelle ist der Mutter Gottes von Maria Kulm, des meistbesuchten Gnadenortes des Egerlandes, geweiht. Kopie der Originalmadonna, Bronzerelief des dreigeteilten Deutschlands mit Einwohnerzahlen der Vertreibungsgebiete 1939, Anzahl der Vertriebenen, Toten und Vermissten. Wallfahrtskirche Maria Kulm |
| 0 | Pfaffenhausen                                | Vorplatz der Kirche | 1954                                               | Ehrenmal |
| 0 | Pfaffenhofen an der Ilm                      | Friedhof | 1950er/2008                                        | Vertriebenengedenkstätte mit Wappen des Sudetenlands und Schlesiens |
| 0 | Pförring                                     | Friedhof | 1955                                               | Gedenkkreuz auf dem Friedhof |
| 0 | Pfronten                                     | 0 | 0                                                  | Gedenktafeln für 65 Kriegsopfer aus Sudetenland, Ostgebieten und Jugoslawien |
| 0 | Philippsreut                                 | Neue Tussetkapelle | 1985                                               | Neue Tussetkapelle Horní Vltavice |
| 0 | Piding                                       | Friedhof von Mauthausen | 0                                                  | Gedenkkreuz und Tafel aus Stein |
| 0 | Pittenhart                                   | Westseite der Kirche | 1949                                               | Holzkreuz an der Westseite der Kirche |
| 0 | Pleinfeld                                    | an der Friedhofsmauer | 1953                                               | Gedenkstein an der Friedhofsmauer: „Dem Gedächtnis aller Gefallenen und Vermissten unserer Heimatvertriebenen aus Ostpreußen, Westpreußen u. Warthegau, Schlesien, Pommern u. Danzig, Sudetenland, Siebenbürgern, Ungarn und Südosteuropa.“ |
| 0 | Pocking                                      | Ecke Passauer Straße/Rottwerkstraße in Neuindling                                                                                       | 1998–2000                                          | Gedenkstätte der Donauschwaben mit 7 Marmorsäulen. Mittelstein: „Ihr mußtet viel Leid und Not erdulden und ertragen. Dem Hunger folgte meist der Tod und löste alle Plagen. Das ewige Licht der Sterne soll für euch leuchten. Die Blumen auf den Feldern und in den Wäldern sollen für euch blühen in Ewigkeit. Amen.“ – Auf den 6 Seitensäulen 300 Namen der in Lagern Verstorbenen, Verschleppten, Vermissten oder Gefallenen aus Neu-Gajdobra, Batschka. |
| 0 | Pocking                                      | neben der katholischen Kirche | 0                                                  | Gedenkstein neben der katholischen Kirche: „Deutsche, gedenkt der durch Potsdam und Yalta geraubten Heimatgebiete.“ – „Wir gedenken in Ehrfurcht der Opfer, die bei der Austreibung für uns starben.“ |
| 0 | Pöttmes                                      | Friedhof | Holz 1949, Beton 1965                              | Ehrenmal auf dem Friedhof |
| | Prien am Chiemsee                            | Armeseelenkapelle 47° 51′ 20,7″ N, 12° 20′ 39,3″ O                                                                                      | 1975                                               | Gedenktafel neben der katholischen Kirche am Kriegerehrenmal: „Zum Gedenken an unsere Gefallenen beider Weltkriege und der Opfer der Vertreibung aus den deutschen Ostgebieten 1945–1946. Sudetendeutsche Landsmannschaft, Landsmannschaft Schlesien 1975.“ |
| | Prien am Chiemsee                            | Grünanlage beim Bahnhof Prien a Chiemsee (Wendelsteinpark) 47° 51′ 13,4″ N, 12° 20′ 47,2″ O                                             | 1983                                               | sudetendeutsche Gedenkanlage mit Rübezahl |
| | Puchheim                                     | Ecke Birkenstraße/Bürgermeister-Ertl-Straße am Bahnhof Puchheim                                                                         | 1989                                               | Stelen an der Ecke Birkenstraße/Bürgermeister-Ertl-Straße am Bahnhof Puchheim: Drei Stelen mit den Wappen von Ostpreußen, Westpreußen, Sudetenland, Oberschlesien, Niederschlesien und Pommern. |
| 0 | Rabenden                                     | Friedhof, Ostseite der Kirche | vor 1960                                           | Gedenkstein auf dem Friedhof an der Ostseite der Kirche |
| 0 | Rederzhausen                                 | vor der St. Thomas-Kirche | 1985                                               | Gedenkstein vor der St. Thomas-Kirche |
| 0 | Regensburg                                   | Evangelischer Zentralfriedhof an der Friedensstraße                                                                                     | 1949                                               | Gedenkstätte mit Kreuz und 6 Gedenksteinen für Sudetenland, Donauländer, Ober-Niederschlesien, Weichsel-Wartheland, Ost- und Westpreußen, Pommern |
| 0 | Regensburg                                   | Oberer katholischer Friedhof an der Bischof-Konrad-Straße                                                                               | 1949                                               | Kreuz mit 6 Gedenksteinen für Sudetenland, Donauländer, Ober-Niederschlesien, Weichsel-Wartheland, Ost- und Westpreußen, Pommern |
| 0 | Regensburg                                   | Oberer katholischer Friedhof | 1980/1983                                          | Ahnendenkmal mit Kruzifix: „Unseren Opfern, aller Vorfahren, der Kriege und der Gefangenschaft, der Flucht 1944, der Internierung und Zwangsarbeit, der Russland-Deportation 1945 und Baragan-Verschleppung 1951, sowie unseren Verstorbenen in alle Welt gewidmet. Landsmannschaft der Banater Schwaben aus Rumänien in Deutschland e. V.“ |
| 0 | Regenstauf                                   | Friedhof | 0                                                  | Gedenkkreuz auf dem Friedhof: „Den Gefallenen und Toten des deutschen Ostens zum ehrenden Gedenken. R.I.P.“ |
| 0 | Rehau                                        | Grünanlage am Stadtrand Richtung Hof | 0                                                  | Gedenkstein: „Den Toten zur Ehre, der Heimat die Treue.“ |
| 0 | Rehau                                        | Grünanlage am Stadtrand Richtung Hof | 0                                                  | Gedenkstein: „Den sudetendeutschen Opfern der Vertreibung 1945.“ |
| 0 | Rehau                                        | Grünanlage am Stadtrand Richtung Hof | 0                                                  | Gedenkkreuz: „Der Heimat – den Toten.“ |
| 0 | Rettenberg                                   | Neuer Friedhof | 1951                                               | Gedenkkreuz: „Gedenket der Toten im Osten.“ |
| 0 | Riedenburg                                   | städtischer Friedhof | 1972                                               | Gedenkstein |
| 0 | Ritzing                                      | Friedhof | 1994                                               | Gedenkstein: „Unseren Ahnen zum Gedenken, uns zur Erinnerung, unseren Nachkommen zum Vermächtnis. Im dankbarem Gedenken auch denen, die uns in größter Bedrängnis trotz eigener Not 1944/45 Zuflucht und Obdach gewährt haben. Wir ehren die Toten und mahnen die Lebenden. Die Deutschen aus Kula-Batschka 1745-1945.“ Kula (Serbien) |
| 0 | Röthenbach an der Pegnitz                    | Friedhof | 1952/1978                                          | Gedenkkreuz auf dem Friedhof |
| 0 | Rohr in Niederbayern                         | Friedhof | 1955                                               | Gedenktafel an der Innenseite der Friedhofsmauer |
| 0 | Rosenheim                                    | städtischer Friedhof | 1996                                               | Gedenkkreuz und Bronzetafel: „Den Toten der Heimat“. – „Zum Gedenken an die Opfer der Deportation, Flucht und Vertreibung, in den Kriegen gefallenen, in den Lagern ums Leben gekommenen, sowie in und fern der Heimat ruhenden Deutschen. Errichtet im Jahre 1996 von den Deutschen aus allen Vertreibungsgebieten des 20. Jahrhunderts.“ |
| 0 | Roßtal                                       | Martinsfriedhof | 1977                                               | Mahnmal der Sudetendeutschen, Ungarndeutschen, Schlesier, Pommern und Ostpreußen: „Den Toten in der Heimat und den Opfern der unmenschlichen Vertreibung. Errichtet von der Sudetendeutschen Landsmannschaft, Ortsgruppe Roßtal im Jahre 1977.“ – „Dank den Bürgern von Roßtal und Umgebung.“ – „Machet aus den Menschen eine Familie von Schwestern und Brüdern. Franziskus.“ |
| 0 | Roßtal-Clarsbach                             | Kirche Maria Königin | 2009                                               | Gedenktafel an der Kirche Maria Königin: „Zum 50-jährigen Jubiläum der Kirche Maria Königin, die vielen Vertriebenen in Clarsbach und Umgebung nach dem 2. Weltkrieg zur neuen Heimat wurde. Anno 2009. Sudetendeutsche Landsmannschaft OG Roßtal.“ |
| 0 | Roßtal                                       | an der katholischen Christkönigkirche                                                                                                   | 2011                                               | Gedenktafel. Inschrift: „Zum 60-Jährigen Jubiläum der Christkönigkirche die vielen Vertriebenen nach dem 2. Weltkrieg in Rosstal und Umgebung zur neuen Heimat wurde, Anno 2011, Sudetendeutsche Landsmannschaft, OG Rosstal“. |
| 0 | Roth                                         | Stadtpark | erneuert 2008                                      | Gedenkstein von Saaz |
| 0 | Roth                                         | Schlossgarten | 1997                                               | Eichendorff-Denkmal der Bürger aus Ratibor |
| 0 | Roth                                         | kath. Kirche | 1956                                               | Sudetendeutsche Gedenktafel in der kath. Kirche |
| 0 | Roth                                         | Stadtpark | 2008                                               | Gedenktafel neben dem alten Gedenkstein im Stadtpark: „Zum Gedenken an die deutschen Bürger der Stadt Saaz und des Saazerlandes, die 1945/46 im ehemaligen Sudetenland ermordet wurden, und an die Bürger des deutschböhmischen Saazerlandes, die 1945/46 aus ihrer angestammten Heimat vertrieben wurden. Gestiftet Kulturkreis Saaz e. V. Anno 2008.“ |
| 0 | Rothenburg ob der Tauber                     | Blasiuskapelle | 0                                                  | Erinnerungstafel an der Außenwand der Blasiuskapelle: „Wir glauben an ein ganzes und freies Deutschland.“ |
| 0 | Rückersdorf (Mittelfranken)                  | Innenwand beim Eingang zum Waldfriedhof                                                                                                 | 1950                                               | Mahnmal der Vertriebenen: „Mit hartem Schritt er über die Erde schritt. Seine Saat, apokalyptische Tat. Vertrieben, die Heimat zerrieben. Der Tränen viel, ein fremdes Ziel. Preußen, Schlesien, Posen, Sudeten.“ |
| 0 | Sachsen bei Ansbach                          | Friedhof | 1996                                               | Gedenkstein. Inschrift: „Zum Gedenken an die Toten in der angestammten Heimat. Den Opfern von Krieg, Flucht und Vertreibung. Den Lebenden zur Mahnung, 1945/46 – 1995/96. Suedentdeutsche Landsmannschaft, Ortsgruppe Sachsen bei Ansbach.“ |
| 0 | Seebruck                                     | Ostseite der Friedhofsmauer | 1950                                               | Kreuz mit Gedenkstein |
| Bild gesucht BW                                                                                        | Seeon                                        | Westseite der Kirche St. Maria zu Bräuhausen 48° 28′ 12″ N, 12° 27′ 3,5″ O                                                              | 1950/1990                                          | Gedenkkreuz |
| 0 | Siegenburg                                   | 0 | 1986                                               | Gedenkstein Sonta: „Donauschwaben aus Sonta Jugoslawien. Auswanderung 1763-1773. Flucht von Sonta am 9.10.1944. Ankunft in Siegenburg 13.3.1945. Im Gedenken unserer Mitbürger aus Sonta, die gefallen, vermißt, vertrieben, verschleppt, getötet und in Lagern umgekommen sind.“ |
| 0 | Siegsdorf                                    | Friedhof | 1960/61                                            | Gedenkstein auf dem Friedhof |
| 0 | Simbach am Inn                               | Marienhöhe | 1965                                               | Mahnkreuz auf der Marienhöhe |
| Bild gesucht BW                                                                                        | Simbach (bei Landau)                         | evangelische Kreuzkirche 48° 34′ 6,2″ N, 12° 44′ 25,9″ O                                                                                | 0                                                  | Gedenktafel der Zindler Grodków |
| Bild gesucht BW                                                                                        | Simbach (bei Landau)                         | evangelische Kreuzkirche 48° 34′ 6,2″ N, 12° 44′ 25,9″ O                                                                                | 1995                                               | Erinnerungszeichnung: „Die Kirche von Zindel, Kreis Brieg ( Nieder-Mittelschlesien), vor 1945, erbaut im Auftrag des Landeshauptmann Magnat Palatin und Graf Peter Wlast aus Breslau in den Jahren 1131-1138. Der Zindler-Treck, der am 25. Januar 1945 das Dorf verlassen mußte, wurde am 20. März 1945 in Ganghofen aufgeteilt. Der größte Teil kam in die jetzige Evangelisch-Lutherische Pfarrgemeinde Arnstorf. Hier fand auch der überwiegende Teil der verstorbenen Zindler ihre letzte Ruhestätte. 1992 und 1995, 50 Jahre nach der Flucht und Vertreibung, trafen sich die Zindler aus der ganzen Bundesrepublik und darüber hinaus hier in Simbach. In der Kreuzkirche gedachten sie in Gottesdiensten ihrer lieben Verstorbenen. Simbach, im September 1992 und Juni 1995.“ |
| Bild gesucht BW                                                                                        | Simbach (bei Landau)                         | Neubaugebiet Griesen 48° 34′ 5,3″ N, 12° 44′ 48,9″ O                                                                                    | 1997                                               | Gedenkstein und Linde der Zindler im Neubaugebiet Griesen: „Als Dank 1945–1997. Die Zindler.“ |
| 0 | Sonthofen                                    | Park am Krankenhaus | 1986                                               | 5 Bronzesäulen mit Wappen von Pommern, Schlesien, Sudetenland: „Mehr als 20.000 vertriebene Deutsche fanden nach 1945 im Oberallgäu wieder eine Heimat. Lass Dir die Fremde zur Heimat, aber niemals die Heimat zur Fremde werden.“ |
| 0 | Spalt                                        | Friedhof | 1957                                               | Gedenkstein auf dem Friedhof |
| 0 | Spielberg (Gnotzheim)                        | oberhalb von Schloss Spielberg (Gnotzheim)                                                                                              | 1950                                               | Sockel des 1995 abgerissenen Sudetenkreuzes |
| 0 | Sulzbach-Rosenberg                           | Friedhofsberg | 2001                                               | Gedenktafel auf dem Friedhofsberg |
| 0 | Massing                                      | Friedhof | 0                                                  | Gedenkstein auf dem Friedhof |
| 0 | Surheim                                      | Südeingang der Kirche | 1950/1986                                          | Heimatkreuz am Südeingang der Kirche |
| 0 | Scherstetten                                 | Friedhof in Konradshofen | 1951                                               | Hochkreuz |
| 0 | Schirnding                                   | Friedhof | 0                                                  | Gedenktafel mit Wappen von Eger |
| 0 | Schleching                                   | Ettenhausen | 0                                                  | Hochkreuz in Ettenhausen |
| 0 | Schnaittach                                  | Friedhof am Kalvarienberg | 1950                                               | Gedenkkreuz |
| 0 | Schwabach                                    | Waldfriedhof in Limbach | 1952                                               | Gedenkstätte |
| 0 | Schwabhausen (Oberbayern)                    | Nordausgang der Pfarrkirche | 0                                                  | Heimatdenkmal: „Heimatrecht ist Menschenrecht. Vertreibung ist Unrecht.“ – „Im Gebet für die Verstorbenen, Gefallenen und Vermissten in und aus der fernen unvergessenen Heimat.“ – „Flucht und Vertreibung, 1944–1950. Ehem. deutsche Ostgebiete: Pommern, Westpreußen, Memelland, Schlesien, Freie Stadt Danzig, Ostpreußen, Ost-Brandenburg, Sudetenland. Ehem. deutsche Siedlungsgebiete in Ost-Mittel-Südost-Europa: Estland, Lettland, Litauen, Sowjetunion, Polen, Tschechoslowakei, Ungarn, Rumänien, Jugoslawien, Bulgarien. Über 16 Mill. Vertriebene. Über 2,5 Mill. Opfer.“ – „Vertreibungsverbrechen und Völkermord kennen kein Vergessen!“ |
| 0 | Schwabmünchen                                | Friedhof | 1952                                               | Gedenkkreuz auf dem Friedhof |
| 0 | Schwandorf                                   | Wendelin-Anlage | 0                                                  | Wastl-Säule für den Landkreis Falkenau an der Eger (1985): |
| 0 | Schwandorf                                   | Wendelin-Anlage | 0                                                  | neben der Wastl-Säule (1985): „Vor über 800 Jahren rodeten deutsche Bauern – zumeist aus der Oberpfalz – das Egerland. Seit dem 16. Jahrhundert förderten deutsche Bergleute in der Umgebung von Falkenau Erze und seit dem 19. Jahrhundert auch Braunkohle aus dem Schoß der Erde. Bedeutende Industrien entstanden. 1945 wurde mehr als 14 Millionen Deutsche aus ihrer angestammten Heimat vertrieben. Dabei fanden über 2 Millionen den Tod. Auch die 60.000 Bewohner aus dem Kreis Falkenau im Egerland mußten ihre Heimat verlassen, obwohl sie durch Jahrhunderte mühevolle Aufbauarbeit geleistet hatten. Mit Mut und Fleiß haben sie dann am Wiederaufbau Deutschlands erfolgreich mitgearbeitet. 1959 übernahm Schwandorf die Patenschaft über Stadt und Kreis Falkenau an der Eger. Dieses Mahnmal wurde 1985 von den vertriebenen deutschen Bewohnern aus Stadt und Kreis Falkenau errichtet und der Obhut der Patenstadt Schwandorf übergeben. Bleistadt, Gossengrün, Falkenau, Schwandorf, Maria Kulm, Königsberg.“ Sokolov, Oloví, Krajková, Kynšperk nad Ohří, Chlum Svaté Maří |
| 0 | Schwandorf                                   | Falkenauer Allee | 1989/1994                                          | Gedenkstein in der Falkenauer Allee: „Falkenau a. d. Eger, Bleistadt, Gossengrün, Königsberg, Maria Kulm. 35 Jahre Patenschaft Schwandorf–Falkenau a. d. Eger 1959–1994.“ |
| | Schwangau                                    | Kurpark 47° 34′ 37,6″ N, 10° 43′ 45,1″ O                                                                                                | 0                                                  | Denkmal der Sudetendeutschen Landsmannschaft: „Heimatgedenken unseren Gefallenen beider Weltkriege u. Opfer der gewaltsamen Vertreibung i. d. Jhr. 1945–1946“ |
| 0 | Schwarzenbruck                               | Friedhofseingang gegenüber der Kirche                                                                                                   | 1991                                               | Vertriebenendenkmal: „Zwischen March und Adler breitet sich ein reich begnadet Land ... Unserer Heimat Laubendorf zum bleibenden Gedenken und zur Ehre unserer Toten, besonders derer, die Opfer von Krieg und Vertreibung wurden. Die Gemeinde Laubendorf im Schönhengstgau Sudetenland. Der Gemeinde Schwarzenbruck gebührt Dank. 15. Sept. 1991.“ – „Laubendorf gegr. vor 1255.“ Pomezí, Schönhengstgau, March (Fluss), Adler (Fluss) |
| 0 | Schwarzenbruck                               | Friedhof | 1980                                               | Gedenktafel auf dem Friedhof |
| 0 | Schwarzenfeld                                | Friedhof | 1954/1959                                          | Holzkreuz auf dem Friedhof |
| 0 | Stadeln (Fürth)                              | Friedhof | 1966                                               | Gedenkstein am Friedhof |
| 0 | Steindorf (Schwaben)                         | vor dem Schloss Hofhegnenberg | 1988                                               | Gedenkstein beim Kriegerdenkmal vor dem Schloss Hofhegnenberg |
| 0 | Stockheim (Oberfranken)                      | in einem Wäldchen an der Straße nach Neukenroth                                                                                         | 1959                                               | Hochkreuz |
| 0 | Straß (Nersingen)                            | Friedhof | 1989, 2009                                         | Gedenkstein für Wallstein, Landkreis Jägerndorf |
| 0 | Straubing                                    | Waldfriedhof | 1949/1984                                          | Gedenkstätte der Sudetendeutschen |
| 0 | Straubing                                    | Donau-Schloßbrücke | 1991                                               | Statue der Sudetendeutschen für Johannes Nepomuk |
| 0 | Straubing                                    | St. Peter (Straubing) | 0                                                  | Gedenkkreuz für ein Ehepaar und die auf dem Friedhof ruhenden Toten aus Cosel |
| 0 | Straubing                                    | Rathaus Straubing | 2005                                               | Gedenktafel: „Die Heimatvertriebenen gedenken der verlorenen Heimat und der Opfer der Vertreibung. Die Stadt Straubing hat nach dem 2. Weltkrieg mehr als 8.000 deutsche Vertriebene hilfsbereit aufgenommen. Gestiftet 2005. Bund der Vertriebenen, Vereinigte Landsmannschaften Straubings.“ |
| 0 | Ittling                                      | 0 | 1952/2003                                          | sudetendeutsches Vertriebenenkreuz |
| 0 | Tacherting                                   | neuer Pfarrfriedhof | 1950er Jahre/1979                                  | Gedenkstein östlich unterhalb der Pfarrkirche auf dem neuen Pfarrfriedhof |
| 0 | Tann (Niederbayern)                          | 0 | 0                                                  | 0 |
| 0 | Tegernsee (Stadt)                            | Friedhof | 0                                                  | Gedenkkreuz auf dem neueren Teil des Friedhofs |
| 0 | Teisendorf                                   | Friedhof | 1950/1997                                          | Sudetenkreuz im östlichen Teil des Friedhofs |
| 0 | Thalmässing                                  | St.-Peter-und-Paul-Kirche | 1956                                               | Gedenkstein an der St.-Peter-und-Paul-Kirche |
| 0 | Traunreut                                    | Waldfriedhof an der Münchener Straße | 1951                                               | Heimatkreuz und 6 Gedenksteine: „Süd–Osten, Siebenbürgen, Schlesien, Sudetenland, Ost–Westpreußen, Danzig, Bayern neue Heimat.“ |
| 0 | Traunstein                                   | Friedhof | 1958                                               | Gedenkstätte auf der Ostseite des Friedhofs |
| 0 | Traunstein                                   | Bahnhofsvorplatz | 1999                                               | Gedenktafel auf dem Bahnhofsvorplatz: „Wider das Vergessen. In der Stadt und im Landkreis Traunstein sind nach dem Zweiten Weltkrieg über 33.000 aus ihrer angestammten Heimat vertriebene Deutsche hilfsbereit aufgenommen worden. Bund der Vertriebenen – Vereinigte Landsmannschaften. Tag der Heimat 1999.“ |
| 0 | Traunwalchen                                 | Nordseite der Kirche | 1950                                               | Holzkreuz an der Nordseite der Kirche |
| 0 | Treuchtlingen                                | Perlachberg | 1951/1969                                          | blattvergoldetes Stahlgedenkkreuz und Stele |
| 0 | Trostberg                                    | Friedhof an der Altöttinger Straße | 1949                                               | hölzernes Gedenkkreuz und Stein |
| 0 | Trostberg                                    | Friedhof an der Altöttinger Straße | 0                                                  | „Wir gedenken der Toten und unserer Opfer auf dem leiderfüllten Weg in eine neue Heimat. Die Angehörigen der Gemeinde Priesenitz bei Brünn in Mähren.“ Moravany u Brna |
| 0 | Truchtlaching                                | Ostseite der Kirche | 1950/1997                                          | Heimatkreuz an der Ostseite der Kirche |
| 0 | Übersee (Chiemgau)                           | Außenwand der Kirche | 1950                                               | Gedenktafel an der Außenwand der Kirche |
| 0 | Uffenheim                                    | Gabelung Bahnhofstrasse – Alte Bahnhofstrasse                                                                                           | 1954                                               | Gedenkstein. Inschrift: „1945 – 46, Schicksals – Jahr, Heimatvertriebene bleiben heimattreu“. |
| 0 | Unterbernbach                                | Friedhof | 1988                                               | Gedenktafel am Friedhof |
| | Unterföhring                                 | 0 | 2008                                               | Gedenkstein |
| 0 | Unterwössen                                  | Friedhof | 0                                                  | Vertriebenenkreuz neben der Aussegnungshalle auf dem Friedhof (Wappen von Pommern, Sudeten, Schlesien, Balten, Warthegau, Danzig, Westpreußen, Ostpreußen) |
| 0 | Uttenreuth                                   | Friedhof | 1988                                               | Gedenkstein auf dem Friedhof |
| 0 | Vachendorf                                   | Südseite der Pfarrkirche | 1949/1984/2002                                     | Holzkreuz mit Bodenplatte an der Südseite der Pfarrkirche: „Die aus ihrer Heimat Vertriebenen ihren Toten. R.I.P. 1949–84.“ – „Den Toten der Heimat im Osten, den Opfern der Vertreibung 1946.“ |
| 0 | Veitsbronn                                   | Friedhof an der Hl. Veitskirche | 1982                                               | Gedenkstein der Sudetendeutschen |
| | Viechtach                                    | im Naturschutzgebiet Großer Pfahl und Pfahlriegel St. Antoniuspfahl 49° 4′ 25,5″ N, 12° 52′ 44,7″ O                                     | 1965                                               | Gedenktafel |
| 0 | Vilsbiburg                                   | Landshuter Straße | 1965                                               | Gedenkstein mit Ostgebieten und Sudetenland beim Kriegerdenkmal an der Landshuter Straße |
| | Vilseck                                      | Kirche | 199                                                | Gedenkstein an der Kirche Zum Gedenken an die Vertreibung 1944 - 1948 aus der geliebten Heimat |
| 0 | Vöhringen (Iller)                            | Alter Friedhof | 1966                                               | Gedenkstätte der Egerländer auf dem Alten Friedhof |
| 0 | Volkach                                      | Friedhof | 1954                                               | Vertriebenendenkmal auf dem Friedhof |
| 0 | Waging am See                                | Bahnhofstraße | 1962 (Kreuz), 2000 (Tafel)                         | Hochkreuz und Erinnerungstafel: „Den Toten der Heimat.“ Tafel an der St. Nepomuk-Kapelle: „Den Opfern des Krieges 1939-1945 und der Vertreibung 1945-1948. 50 Jahre Sudetendeutsche Landsmannschaft Ortsgruppe Waging am See. Anno 2000.“ |
| 0 | Waldkirchen                                  | An der Mauer unterhalb der katholischen Kirche in Waldkirchen                                                                           | 0                                                  | Gedenktafel: „Den Toten der Heimat. Die Heimatvertriebenen.“ |
| 0 | Waldkraiburg                                 | Waldfriedhof in Waldkraiburg | 1955                                               | Ehrenmal hinter dem Holzkreuz auf der Gedenkmauer: „Ihr Toten der Heimat seid nicht vergessen.“ |
| 0 | Waldkraiburg                                 | Bei der Errichtung: Vor der Turnhalle der Hauptschule an der Dieselstraße. Versetzt nach: Am Jahnstadion, Sportzentrum von Waldkraiburg | 1967                                               | Turner-Denkmal: „Den Turnern des Sudetenlandes.“ |
| 0 | Waldkraiburg                                 | Ecke Stadtplatz/Prager Straße | 2006                                               | Mahnmal der Vertreibung. Die von Matthäus Rutkowski aus Deutsch–Piekar in Schlesien stammende Komposition besteht aus; einem Monolith (Warthauer Sandstein aus Schlesien), einer menschlichen Gestalt, dem Grundstein und der Fundamentplatte. Sie versinnbildlicht die Schicksale der Vertriebenen. |
| 0 | Waldmünchen                                  | An der Straße von Waldmünchen nach Waldmünchen-Höll                                                                                     | 1946/47                                            | Gedenkstein: „Zum Gedenken unserer Toten in verlorener Heimat. Zur Mahnung den Lebenden in aller Welt. 1945.“ |
| 0 | Waldsassen                                   | Ortsrand von Egerteich | 1977                                               | Gedenkstein: „Wo ist die Grenze der Gewalt? 500 m von hier war der Ort Schönlind. Seine Bewohner wurden 1945 vertrieben. 30 kg Gepäck durften sie mitnehmen.“ |
| 0 | Wassertrüdingen                              | Friedhof | 1949                                               | Gedenkkreuz: „Zum Gedenken der Toten unsrer alten Heimat.“ |
| 0 | Wehringen                                    | Friedhof | 2008                                               | Gedenkstein: „In Gedenken an die Opfer der Vertreibung 1945/46. Der Gefallenen und Toten in der alten Heimat. Sud. Landsmannschaft.“ |
| 0 | Weiden in der Oberpfalz                      | Stadtfriedhof | 1953                                               | Gedenkstein: „Unseren Toten in der unvergessenen Heimat.“ Zeigt die Wappen der 1953 bestehenden Landsmannschaften. Erschaffen von Erich Elsner |
| 0 | Weiden in der Oberpfalz                      | Konrad-Adenauer-Anlage | 1988                                               | Gedenkstein: Tafel unter dem Brustbild von Eichendorff: „Zum 200. Geburtstag des Dichters Joseph von Eichendorff errichtet von der Landsmannschaft der Oberschlesier.“ |
| 0 | Weiden in der Oberpfalz                      | Kurt-Schumacher-Allee | 1971                                               | Gedenkstein: „Heimatkreis Tachau.“ |
| 0 | Weiden in der Oberpfalz                      | Eingang zur Postgasse | 1988                                               | Bronze-Skulptur: „Beschwingte Tachauerin“ |
| 0 | Weilheim in Oberbayern                       | Neuer Teil des Friedhofs | 1971                                               | Gedenkstein mit Inschrift: Wappen der Sudetendeutschen. Darunter: „Den Toten der Heimat.“ |
| 0 | Weinberg (Aurach)                            | Friedhof | 0                                                  | Gedenkstein: „Wir ehren unsere Toten die in der Heimat und in fremder Erde ruhen. Sudetenland, Slowakei, Schlesien, Ungarn. In meines Vaters Haus sind viele Wohnungen. Ich gehe hin, Euch eine Wohnung zu bereiten.“ |
| 0 | Weißenburg in Bayern                         | Neben der Schule in Weißenburg-Dettenheim.                                                                                              | 1999                                               | Gedenkstein: „1949 Sudetendeutsche Landsmannschaft 1999.“ |
| 0 | Weißenburg in Bayern                         | Ursprünglich im Rathaus von Weißenburg. 2005 verlegt in das Haus Kaaden am Martin-Luther-Platz                                          | 1970                                               | Gedenktafel. Inschrift: „Die Vertriebenen danken Bayern für die Aufnahme und Weißenburg für die Patenschaft über ihre 700 Jahre alte Heimatstadt Kaaden an der Eger. 1270-1970.“ |
| 0 | Weißenburg in Bayern                         | Seeweiheranlage | 1985                                               | Baum des Friedens und Gedenkstein. Inschrift: Metallplatte am Stein vor dem Blutahornbaum: „Baum des Friedens. Landsmannschaft Schlesien. 4.5.1985.“ |
| 0 | Weißenburg in Bayern                         | Südfriedhof | 1970 am Seeweiher, 1982 in den Südfriedhof verlegt | „Der Toten in der alten Heimat gedenken die Vertriebenen aus dem Kreis Kaaden an der Eger 1270-1970.“ Stein links davor: „Kaaden a.d. Eger 4.3.1919, 7.10.1938.“ Stein rechts davor: „Duppau Klösterle a.d. Eger.“ |
| 0 | Weißenburg in Bayern                         | hinter dem Eingangstor zur Festung Wülzburg                                                                                             | 1997                                               | Mahnmal. Inschrift: „Hier fanden ab Februar 1946 mehr als 10000 Kinder, Frauen, Männer als Heimatvertriebene erste Zuflucht. Flüchtlingslager Wülzburg.“ Inschriften auf den Einzelsteinen: „Sudetenland“, „Schlesien“, „Westpreußen“, „Ostpreußen“, „Pommern“, „Siebenbürgen“, „Banat.“ Querbalken: „Sprengstoff sollten sie sein - zu Bausteinen sind sie geworden.“ Weitere Steine: „Königsberg“, „Breslau“, „Jägerndorf“, „Ratibor“, „Weipert“, „Buchau“, „Eger“, „Kaaden“, „Weißenburg.“ |
| 0 | Weißenhorn                                   | Kirchenvorplatz | 1979                                               | Gedenkstein: Inschrift: Unter den Wappen von Schluckenau und Weißenhorn: „Der Heimat treu. !979 errichtet vom Heimatkreis Schluckenau / Sudetenland.“ |
| 0 | Weißenhorn                                   | In der Nähe des Rathauses | 1982                                               | Meilenstein. Inschrift: Unter dem Wappen von Schluckenau: „Schluckenau 572 KM.“ Rückseite: „1982 errichtet vom Heimatkreis Schluckenau-Sudetenland.“ |
| 0 | Weißenstadt                                  | Eger (Elbe)#Egerquelle | 0                                                  | Auf den zwölf Steinen um die Egerquelle befinden sich Namen von sudetendeutschen Städten. |
| 0 | Weißenstadt                                  | Egequelle | 1955                                               | Gedenkstein. Inschrift: „`Die Welle weiß, wohin sie geht...` Kolbenheyer. Egerlandtag 1955 Bayreuth. Gestiftet v. Grasyma AG. Wunsiedel.“ |
| 0 | Wiesenttal                                   | Leo-Jobst-Weg 300 m vom Bahnhof Muggendorf in Richtung Trainmeusel                                                                      | 1949                                               | Gedenkstätte. Inschrift: Marmortafel am Kreuzansatz: „Gedenke dee Lande im deutschen Osten.“ An der Felsenwand hinter dem Eichenkreuz befindet sich eine Wappentafel mit Wappen von: Schlesien, Pommern, Ostpreußen und dem Sudetenland. |
| 0 | Wilhermsdorf                                 | Ehrenhain der Marktgemeinde Wilhermsdorf                                                                                                | 1954                                               | Gedenkstätte. Inschrift: „Zum Gedenken der Opfer der Vertreibung und der Toten, der nach dem 2. Weltkrieg verlorenen Heimat.“ |
| 0 | Willmering                                   | Der Gedenkstein steht an der Stelle, wo sich 1945 bis 1958 das Flüchtlingslager befand                                                  | 1987                                               | Gedenkstein: „Flüchtlingslager Willmering 1945 – 1958.“ Darunter die Darstellung einer Familie auf dem Treck. |
| 0 | Windsfeld                                    | Friedhof | 1953                                               | Gedenkstein: „Gefallene u. Vermisste Neubürger“ (Namen). Gewidmet von der Gemeinde Windsfeld im Jahre 1953. |
| 0 | Winterrieden                                 | Friedhof | 1949                                               | Mahnmal.Inschrift: „Zur Gebets-Erinnerung: an die Toten der Heimat. Die Heimatvertriebenen.“ |
| 0 | Wolframs-Eschenbach                          | Friedhof | 1952                                               | Gedenkkreuz. Inschrift: „Gedenket unserer Toten in der verlorenen Heimat.“ |
| 0 | Wolframs-Eschenbach                          | Am Kirchhof, zwischen Liebfrauenmünster, Deutschordensschloss und Museum                                                                | 2010                                               | Gedenkstein. Inschrift: „1945-1947 - Dank an die Bürger von Wolframs-Eschenbach, für die Aufnahme von 793 Verriebenen“, Linke S. 1. Vorsitzender: Willi Ludwig, Rechte S. !. Bgm. M. Dörr, AltBgm. A. Seitz, 2010, Sudetendeutsche Landsmannschaft |
| 0 | Würzburg                                     | Im Husarenwäldchen an der Husarenstraße                                                                                                 | 1981                                               | Gedenktafel. Inschrift: „1981. Zum Gedenken der in den Weltkriegen 1914 –1918 und 1939 – 1945 gefallenen Turner und Sportler sowie der Opfer der Vertreibung und der seit 1946 in der neuen Heimat Verstorbenen Riesengebirgler. Gewidmet von der Sudeten–Turnerschaft des ehemaligen Riesengebirgs–Turngaues. Würzburg 1981.“ |
| 0 | Würzburg                                     | Im Husarenwäldchen an der Husarenstraße                                                                                                 | 0                                                  | Trautenauer Ehrenmal. Inschrift: „Den Gedenken an die Opfer der beiden Weltkriege und der Vertreibung aus Stadt und Landkreis Trautenau.“ |
| 0 | Würzburg                                     | Wallfahrtskirche an der Nikolausstraße                                                                                                  | 1983                                               | Gedenktafeln. Inschrift: „Gedenkstätte Muttergottesberg bei Grulich Ost-Böhmen. Erbaut 1696 – 1700 durch Bischof Tobias Becker. Zur Erinnerung 1983 von den Heimatvertriebenen des Grulicher Ländchens gestiftet. Betet für die Erhaltung des Muttergottesberges.“ |
| 0 | Zirndorf                                     | Stadtpark an der Wallenstein-Straße | 1973                                               | Gedenkstein: „Not und Tod brachten uns her. Arbeit und Fleiß brachten uns Ehr. Bund vertriebener Deutscher.“ |
| 0 | Zorneding                                    | Gemeindefriedhof | 0                                                  | Gedenkstein auf dem Friedhof |
| 0 | Zwiesel                                      | Friedhof | 1955                                               | Gedenkstein auf dem Friedhof: „Schlesien, Pommern, Ostpreußen, Sudetenland, deutsche Sprachinseln. Unseren Toten in der Heimat.“ |
| 0 | Zwiesel                                      | Zwieselberg | 1956                                               | Gedenkkreuz auf dem Zwieselberg |